# Burnsova archa
Burnsova archa (v anglickém originále Frink Gets Testy) je 11. díl 29. řady (celkem 629.) amerického animovaného seriálu Simpsonovi. Scénář napsal Dan Vebber a díl režíroval Chris Clements. V USA měl premiéru dne 14. ledna 2018 na stanici Fox Broadcasting Company a v Česku byl poprvé vysílán 19. března 2018 na stanici Prima Cool.

## Děj
Klasický dokumentární film provázený Orsonem Wellesem o Nostradamovi a jeho předpovědích budoucnosti, včetně jedné týkající se třetí světové války, vyvolává u pana Burnse obavy o budoucnost Springfieldu. Za pomocí Smitherse svolá schůzku Mensy, již tvoří chytří lidé ze Springfieldu, a požádá je o pomoc se sestrojením „Burnsovy archy soudného dne“, která má zachránit ty nejlepší jedince ve městě. Členové Mensy navrhují, aby každý prošel IQ testem, ale profesor Frink je přeruší a doporučí jim alternativní test, jehož je Frink autorem a který dokáže změřit „personálně-valuační kvocient“ (PVQ) na stupnici od 1 do 500. Tento test je povinný pro všechny Springfielďany.
O šest týdnů později jsou výsledky oznámeny na Kanálu 6. Líza dosáhla 475 bodů, ale je šokována, když se dozví, že ji Ralph překonal o jeden bod. Marge dosáhla 311 bodů, Homer 265 bodů, zatímco Bart získal pouze 1 bod. Když Marge rozhořčeně vtrhne k Frinkovi a trvá na tom, že Bart není tak pitomý, jak tvrdí Frinkův test. Frink zjistí, že nechtěně zaměnil Bartovy a Homerovy výsledky testu kvůli Homerovu příšernému rukopisu. Lidé v celém městě se začnou Homerovi kvůli jeho nízkému výsledku v testu posmívat a využívat ho, ale Marge se rozhodne, že mu pomůže, aby se polepšil. Soustředí se na Homerův rukopis a ten se nakonec zlepší natolik, že jí píše milostné dopisy krasopisem a Marge je dojata.
Po rozhovoru s Wellesem ve snu Burns urychlí stavbu archy. Líza začne Ralpha sledovat po škole a městě, aby zjistila, proč má vyšší PVQ než ona, ale bez úspěchu. Dostanou se na staveniště archy, kde se Ralph díky štěstí opakovaně vyhne těžkému zranění. Frustrovaná Líza řekne Frinkovi, co viděla. Frink jí přidá deset bodů k jejímu výsledku za odhalení chyby v jeho testu a mlčenlivost, ačkoliv Líza nesouhlasí.
Jakmile je archa hotová, Burns vezme na palubu ty, kteří v testu PVQ dosáhli nejlepších výsledků, a sdělí jim, že se stanou jeho otroky. Rozčileni tímto podvodem všichni odcházejí dveřmi, které zůstaly odemčeny. Burns se zamkne a rozhodne se pilotovat archu sám. Po chvíli se proti němu vzbouří robot a škrtí jej.

## Přijetí
Dennis Perkins z webu The A.V. Club udělil dílu hodnocení B− a napsal: „Je to neuspokojivý díl, ale jiným způsobem, než je u novodobých Simpsonových zvykem. Začíná několika opravdu skvělými gagy a přípravou hodnou klasického, vysoce koncepčního dílu Simpsonových, takže jsem se smál nahlas, dokonce mnohem víc než u kterékoli jiné epizody za poslední dobu. A pak jsem si uvědomil, že do třetí reklamní přestávky se dostala epizoda se stále visícími dějovými nitkami, což mě donutilo zasténat (i když ne nahlas). Zjevně prostě nebylo dost času na to, aby se splatily některé slibné a příjemné dějové linie, a skutečně, uspěchaný závěr je perfekcionisticky uzavřel, takže jsem si – a tady je ta neobvyklá část – přál, aby byl delší. (Vlastně bych si to dokázal představit rozšířené na druhý celovečerní film, kdyby něco takového vzniklo.)“
Tony Sokol, kritik Den of Geek, ohodnotil díl 3,5 hvězdičkami z 5 s komentářem: „Většina vtipů se odehrává na začátku dílu. V klasických letech byly epizody Simpsonových čím dál vtipnější. Nyní největší nálože smíchu přicházejí rychle a pak jako by si scenáristé potřebovali lehnout.“
Burnsova archa dosáhla ratingu 3,3 s podílem 11 a sledovalo ji 8,04 milionu lidí, čímž se umístila na první příčce nejsledovanějších pořadů toho večera na stanici Fox.